# Адвокат Диявола (фільм)
Адвокат диявола — також назва церковної посади в Католицькій церкві.
«Адвока́т Дия́вола» (англ. The Devil’s Advocate) — містична драма Тейлора Хекфорда за однойменним романом Ендрю Найдермана (1997).
Фільм виграв премію «Сатурн» в номінації «Найкращий фільм жахів».
Український переклад зробив канал «1+1», на якому цей фільм вперше транслювався.

## Сюжет
Молодий адвокат зі штату Флорида Кевін Ломакс не програв жодної справи, хоча брався, здавалося, за такі судові процеси, які виграти було неможливо.
І от після чергової справи Ломаксу несподівано пропонують місце консультанта у великій нью-йоркській юридичній компанії «Мілтон Корпорейшн», яку очолює принадний товстосум Джон Мілтон. Кевін блискуче проходить випробувальний етап, вигравши декілька гучних справ і тісно зближується з головою компанії.
Тим часом молода дружина нової адвокатської легенди Нью-Йорка, Мері Енн, відчуває, що миттєвий злет кар'єри свого чоловіка пов'язаний з якоюсь нечистю, її починають переслідувати дивні видіння, яких Кевін помічати не хоче…

## Ролі
- Кіану Рівз — Кевін Ломакс
- Аль Пачіно — Джон Мілтон
- Шарліз Терон — Мері Енн Ломакс
- Джеффрі Джонс — Едді Барзун
- Джудіт Айві — Аліса Ломакс
- Конні Нільсен — Крістабелла Андреолі
- Крейг Нельсон — Александер Каллен
- Хізер Матараццо — Барбара
- Тамара Тюні — Джекі Хіт
- Рубен Сантьяго-Хадсон — Лаймон Хіт
- Дебра Монк — Пем Гарреті
- Лора Харрінгтон — Мелісса Блек
- Памела Грей — Діана Барзун
- Георг Вінер — Мейсел
- Дон Кінг — камео
- Рой Джонс-молодший — камео
- Делрой Ліндо — Філіп Мойєз
- Кріс Бавер — Ллойд Гетті